# 30426 Philtalbot
30426 Philtalbot è un asteroide della fascia principale. Scoperto nel 2000, presenta un'orbita caratterizzata da un semiasse maggiore pari a 2,4198270 UA e da un'eccentricità di 0,1444398, inclinata di 5,26332° rispetto all'eclittica.